# Kitija Zaula
Kitija Zaula (* 13. Mai 2004) ist eine lettische Hürdenläuferin, die sich auf die 400-Meter-Distanz spezialisiert hat.

## Sportliche Laufbahn
Erste internationale Erfahrungen sammelte Kitija Zaula im Jahr 2023, als sie bei der 2. Liga der Team-Europameisterschaft im Rahmen der Europaspiele in Chorzów in 1:02,15 min den siebten Platz im B-Lauf über 400 m Hürden belegte.
2021 wurde Zaula lettische Meisterin im 400-Meter-Hürdenlauf.

## Persönliche Bestleistungen
- 400 m Hürden: 61,19 s, 17. Juli 2022 in Vilnius